# Liste der Mitglieder des Landtags des Herzogtums Sachsen-Altenburg (1898–1900)
Diese Liste gibt einen Überblick über alle Mitglieder des Landtages des Herzogtums Sachsen-Altenburg von 1898 bis 1900.

## Allgemeines
Die Abgeordneten wurden gemäß dem Wahlgesetz vom 31. Mai 1870 bestimmt. Der Landtag bestand danach aus 30 direkt gewählten Abgeordneten: Neun Abgeordnete wurden von der Stadtbevölkerung, zwölf von der Landbevölkerung und neun von den Höchstbesteuerten gewählt. Das passive Wahlrecht hatte jeder steuerpflichtige männliche Staatsbürger, der das 25. Lebensjahr erreicht hat. Die Abgeordneten wurden für drei Jahre gewählt.

## Liste
| Name                | Kurie            | Wahlbezirk      |                        | Beschreibung                                   |
| ------------------- | ---------------- | --------------- | ---------------------- | ---------------------------------------------- |
| Edmund Schmidt      | Höchstbesteuerte | 1               | Altenburg              | Fabrikbesitzer, Geheimer Kommerzienrat         |
| Hermann Donath      | Höchstbesteuerte | 2               | Schmölln               | Fabrikbesitzer, Geheimer Kommerzienrat         |
| Theodor Köhler      | Höchstbesteuerte | 3               | Petsa                  | Gutsbesitzer                                   |
| Adam Schneider      | Höchstbesteuerte | 4               | Langenleuba-Niederhain | Amtsvorsteher                                  |
| Hermann von Bloedau | Höchstbesteuerte | 5               | Ehrenberg              | Rittergutsbesitzer, Kammerherr                 |
| Julius Kröber       | Höchstbesteuerte | 6               | Dobraschütz            | Gutsbesitzer                                   |
| Friedrich Kämpfe    | Höchstbesteuerte | 7               | Eisenberg              | Fabrikbesitzer, Kommerzienrat                  |
| Oskar Burghard      | Höchstbesteuerte | 8               | Karsdorfberg           | Rittergutsbesitzer                             |
| Albin Loch          | Höchstbesteuerte | 9               | Keßlar                 | Gutsbesitzer                                   |
| Gustav Oßwald       | Städte & Land    | 1, 1. Abteilung | Altenburg              | Oberbürgermeister                              |
| Otto Hase           | Städte & Land    | 1, 2. Abteilung | Altenburg              | Rechtsanwalt und Notar, Justizrat              |
| Edmund Buchwald     | Städte & Land    | 1, 3. Abteilung | Altenburg              | Buchbinder                                     |
| Friedrich Hiller    | Städte & Land    | 2, 1. Abteilung | Ronneburg              | Bürgermeister                                  |
| Friedrich Dechandt  | Städte & Land    | 2, 2. Abteilung | Gößnitz                | Kaufmann                                       |
| Hermann Käppler     | Städte & Land    | 2, 3. Abteilung | Altenburg              | Redakteur                                      |
| Franz Kühn          | Städte & Land    | 3, 1. Abteilung | Monstab                | Amtsvorsteher, Gutsbesitzer                    |
| Mollo Kresse        | Städte & Land    | 3, 2. Abteilung | Lehma                  | Amtsvorsteher, Gutsbesitzer                    |
| Robert Reim         | Städte & Land    | 3, 3. Abteilung | Münsa                  | Handarbeiter                                   |
| Curt Stöhr          | Städte & Land    | 4, 1. Abteilung | Altenburg              | Landrat, Rittergutsbesitzer                    |
| Julius Fritzsche    | Städte & Land    | 4, 2. Abteilung | Zschernitz             | Gutsbesitzer                                   |
| Max Schüler         | Städte & Land    | 4, 3. Abteilung | Ronneburg              | Materialwarenhändler.                          |
| Emil Claus          | Städte & Land    | 5, 1. Abteilung | Eisenberg              | Bürgermeister                                  |
| Julius Herrmann     | Städte & Land    | 5, 2. Abteilung | Kahla                  | Rektor                                         |
| Bernhard Horn       | Städte & Land    | 5, 3. Abteilung | Kahla                  | Buchhändler                                    |
| Ferdinand Häcker    | Städte & Land    | 6, 1. Abteilung | Tünschütz              | Amtsvorsteher                                  |
| Louis Prager        | Städte & Land    | 6, 2. Abteilung | Kleinebersdorf         | Amtsvorsteher                                  |
| Karl Opel           | Städte & Land    | 6, 3. Abteilung | Hermsdorf              | Gemeindevorsteher, Holzhändler                 |
| Adolf Bolz          | Städte & Land    | 7, 1. Abteilung | Rausdorf               | Gutsbesitzer                                   |
| Benjamin von Kropff | Städte & Land    | 7, 2. Abteilung | Roda                   | Landrat, Kammerherr und Geheimer Regierungsrat |
| Karl Kärcher        | Städte & Land    | 7, 3. Abteilung | Löbschütz              | Zimmermeister                                  |